# Nicklas Pallin
Nicklas Pallin, född 25 juni 1978, är en svensk före detta professionell ishockeyspelare (forward).
1993 representerade han Norrbotten i TV-pucken.